# 市原隼人
市原 隼人（いちはら はやと、1987年〈昭和62年〉2月6日 - ）は、日本の俳優。愛称は、イッチー。
神奈川県川崎市出身、スターダストプロモーション所属。妻はモデルの向山志穂。

## 略歴
小学校5年生の時にスカウトされ、芸能界入り。最初の仕事は日清食品「スパ王」のCMで深田恭子と共演。
クラーク記念国際高等学校出身。
2001年、映画『リリイ・シュシュのすべて』で主演。
2004年、『WATER BOYS2』（フジテレビ）で連続ドラマ初主演。同年、主演映画『偶然にも最悪な少年』カネシロヒデノリ役で第27回日本アカデミー賞新人俳優賞受賞。
2008年、『ネガティブハッピー・チェーンソーエッヂ』『ぼくたちと駐在さんの700日戦争』『神様のパズル』の3本の主演映画が公開された。同年4月、3年ぶりに出演した連続ドラマ『ROOKIES』（TBSテレビ）で安仁屋恵壹役を演じる。役作りのために髪を「ロン毛」にしていた。この作品は同年10月にはスペシャル版ドラマが放映され、翌2009年5月には映画化作品が公開、好調なスタートを切った。
同年11月、『ROOKIES』での演技により、第58回ザテレビジョンドラマアカデミー賞：助演男優賞を受賞。次点者の3倍近い得票数を得ての初受賞となった。
2015年、舞台『最後のサムライ』で舞台初主演を務める。

## 人物
- 趣味はカメラ[12]、バイク。
- 2009年5月14日に発売した写真集『HigH LifE』では自身の作詞による楽曲「LIFE」と「暖簾」を収録したDVDを付属させる。また「隼人」名義での歌手デビューも発表された[13]。
- 2014年9月21日、モデルの向山志穂と結婚[5]。同年11月、第1子となる女児が誕生[14]。
- 日本のロックバンドRIZEのファンであることを公言しており、ライブにも頻繁に通う[15]。なかでもボーカルのJESSEとは共通の友人を介して知り合い、意気投合したことで公私共に交流を続けている[15]。市原が主演をつとめる映画『ボックス!』の主題歌であり、2010年に発売されたRIZEのシングル『LAUGH IT OUT』では「RIZE with 隼人」として参加している[15]。
- 父はすごく厳しく「字ははみ出して書け」、「メシは早く食べろ。誰かに食われるぞ」と言われたという。父が5人兄弟の末っ子で育ち、市原の名前の由来は「薩摩隼人」からで、たくましく育てたかったという理由による[16]。
- 長渕剛の大ファンであり、長渕も自身のコンサートに専属カメラマンとして参加させたり、共にトレーニングをしたりなど親交が深い[17]。

## 出演
太字は主演作品。

### テレビドラマ
- ロング・ラブレター〜漂流教室〜 第1話 - 第3話（2002年1月9日 - 23日、フジテレビ） - 大久保晃弘 役（途中降板）
- 衛星ドラマ劇場 ビタミンF 第三章 はずれくじ（2002年、NHK BS2） - 野島勇輝 役
- 緋色の記憶〜美しき記憶の秘密〜（2003年、NHK総合） - 濱田直行（少年時代）役
- 僕の生きる道（2003年、関西テレビ・フジテレビ） - 田岡雅人 役
- ニューカマーズ きまずっ!「ピクニック」（2003年、フジテレビ） - 秋山マサト 役[18]
- ひと夏のパパへ（2003年、TBSテレビ） - 燐太郎 役
- ヤンキー母校に帰る（2003年、TBSテレビ） - 氏家（菅野）徹 役
- 仔犬のワルツ（2004年、日本テレビ） - ノッティー 役
- WATER BOYS2（2004年、フジテレビ） - 水嶋泳吉 役
- あいくるしい（2005年、TBSテレビ） - 真柴豪 役
- チェケラッチョ!! in TOKYO（2006年、フジテレビ） - 伊坂透 役
- 天使の梯子（2006年、テレビ朝日） - 一本槍歩太（高校時代）役
- ワイルドライフ〜国境なき獣医師団R.E.D.〜（2008年、NHK BShi・NHK総合） - 岩城鉄生 役
- ROOKIES（2008年4月 - 7月、TBSテレビ） - 安仁屋恵壹 役
- 252 生存者あり episode.ZERO（2008年12月5日、日本テレビ） - 早川勇作 役
- 世にも奇妙な物語 〜2009春の特別編〜「爆弾男のスイッチ」（2009年3月30日、フジテレビ） - 江草俊哉 役
- 猿ロック（2009年7月 - 9月、読売テレビ・日本テレビ） - 猿丸耶太郎 役
- ランナウェイ〜愛する君のために（2011年10月 - 12月、TBS） - 葛城アタル 役
- 陽だまりの樹（2012年4月 - 6月、NHK BSプレミアム） - 伊武谷万二郎 役
- カラマーゾフの兄弟（2013年1月 - 3月、フジテレビ） - 黒澤勲 役
- 抱きしめたい!Forever（2013年10月1日、フジテレビ） - 石堂リュウ 役
- 「黄金のバンタム」を破った男〜ファイティング原田物語〜（2014年2月22日、フジテレビ） - ファイティング原田 役
- 桜坂近辺物語 第2夜「近辺2」（2016年3月8日、フジテレビ） - 塩沢 役[19][20]
- ドラマW 双葉荘の友人（2016年3月19日、WOWOW） - 川村正治 役[21][22]
- 不機嫌な果実（2016年4月24日 - 6月10日、テレビ朝日） - 工藤通彦 役[23]
  - 不機嫌な果実 スペシャル〜三年目の浮気〜（2017年1月6日・13日）[24]
- ドラマ特別企画 往復書簡〜十五年後の補習（2016年9月30日、TBSテレビ） - 永田純一 役[25]
- 君に捧げるエンブレム（2017年1月3日、フジテレビ） - 向井大隼 役[26]
- 大河ドラマ（NHK総合）
  - おんな城主 直虎（2017年1月 - 12月） - 傑山 役
  - 鎌倉殿の13人 第21回 - 第42回（2022年5月29日 - 11月6日） - 八田知家 役[27]
  - べらぼう〜蔦重栄華乃夢噺〜 第8回 -（2025年2月23日 - ） - 鳥山検校 役[28]
- リバース（2017年4月14日 - 6月16日、TBSテレビ） - 谷原康生 役
- 沈黙法廷（2017年9月24日 - 10月22日、WOWOW） - 高見沢弘志 役
- 明日の君がもっと好き（2018年1月 - 3月 、テレビ朝日） - 松尾亮 役
- 捨て猫に拾われた男（2019年2月23日、NHK BSプレミアム） - 僕 役[29]
- おいしい給食（2019年10月 - 12月、テレビ神奈川他） - 甘利田幸男 役[30]
  - おいしい給食 season2（2021年10月 - 12月）[31]
  - おいしい給食 season3（2023年10月 - 12月）[32]
- 伴走者（2020年3月15日、BS-TBS） - 内田健二 役[33]
- 陰陽師（2020年3月29日、テレビ朝日） - 源博雅 役[34]
- 太陽は動かない -THE ECLIPSE-（2020年5月24日-6月28日、WOWOW） - 山下竜二 役
- おしゃ家ソムリエおしゃ子!（2020年7月15日 - 9月3日、テレビ東京） - 隠戸九雲 役[35]
  - おしゃ家ソムリエおしゃ子!2 第1話・第11話・最終話（2021年10月8日・12月17日・25日） - 隠戸九雲 役（特別出演）[36]
- 未解決の女 警視庁文書捜査官 Season2 第6話・最終話（2020年9月10日・17日、テレビ朝日） - 富野泰彦 役[37]
- 死との約束（2021年3月6日、フジテレビ） - 本堂主水 役[38]
- 神様のカルテ 第四夜（2021年3月8日、テレビ東京） - 北条陽平 役[39]
- 殴り愛、炎（2021年4月2日・9日、テレビ朝日） - 緒川信彦 役[40]
- 倫敦ノ山本五十六（2021年12月30日、NHK総合） - 岡新 役[41]
- 連続ドラマW 正体 （2022年3月12日 - 4月2日、WOWOW） - 野々村和也 役[42][43]
- 正直不動産（2022年4月5日 - 6月7日、NHK総合） - 桐山貴久 役[44]
  - 正直不動産スペシャル（2024年1月3日、NHK総合・NHK BSプレミアム4K）[45][46]
  - 正直不動産2（2024年1月9日 - 3月12日、NHK総合・NHK BSプレミアム4K）[46]
  - 正直不動産ミネルヴァ Special（2025年2月5日、NHK BS）[47]
- 黙秘犯（2022年8月8日、テレビ東京） - 倉田忠彦 役[48]
- 風間公親-教場0- 第1話（2023年4月10日、フジテレビ） - 益野紳祐 役[49]
- こっち向いてよ向井くん（2023年7月12日 - 9月13日、日本テレビ） - 環田和哉 役[50]
- 商魂 TRADE WAR（2024年2月17日 - 3月30日、台湾ドラマ） - 武田遼平 役[51]
- ダブルチート 偽りの警官 Season2（2024年6月29日 - 8月17日、WOWOW） -  田胡悠人 役[52]

### 映画
- リリイ・シュシュのすべて（2001年、ロックウェル・アイズ） - 蓮見雄一 役
- T.R.Y.（2003年、東映） - 陳思平 役
- 黄泉がえり（2003年、東宝） - 山田克典 役
- 偶然にも最悪な少年（2003年、東映） - カネシロヒデノリ 役
- 陰陽師II（2003年、東宝） - 須佐 役
- チェケラッチョ!!（2006年、東宝） - 伊坂透 役
- 天使の卵（2006年、松竹） - 一本槍歩太 役
- 虹の女神 Rainbow Song（2006年、東宝） - 岸田智也 役
- ネガティブハッピー・チェーンソーエッヂ（2008年、日活） - 山本陽介 役
- ぼくたちと駐在さんの700日戦争（2008年、GAGA） - ママチャリ 役[53]
- 神様のパズル（2008年、東映） - 綿貫基一 / 綿貫喜一 役
- 横浜開港150周年記念SFファンタジーアニメーション BATON[54][55]（2009年4月公開、Rockwell Eyes）（北村龍平監督 岩井俊二脚本） - アポロ 役
- ROOKIES -卒業-（2009年5月、東宝） - 安仁屋恵壹 役
- 猿ロック THE MOVIE（2010年2月、スターダストピクチャーズ/ショウゲート） - 猿丸耶太郎 役
- ボックス!（2010年5月、東宝） - 鏑矢義平 役[6]
- ガフールの伝説（2010年10月、ワーナー・ブラザース映画） - ソーレン 役（日本語吹替）
- DOG×POLICE 純白の絆（2011年、東宝） - 早川勇作 役
- 闇金ウシジマくん（2012年、スターダストピクチャーズ） - アキト 役
- 極道大戦争（2015年、日活） - 影山亜喜良 役
- ホテルコパン（2016年、クロックワークス） - 海人祐介 役[56]
- 星ガ丘ワンダーランド（2016年、ファントム・フィルム） - 楠仁吾 役[57]
- RANMARU 神の舌を持つ男（2016年、松竹） - 野々村龍之介 役
- ブルーハーツが聴こえる「人にやさしく」（2017年） - 男 役
- 無限の住人（2017年、ワーナー・ブラザーズ・ピクチャーズ） - 尸良 役
- サムライせんせい（2017年、ピーズ・インターナショナル） - 武市半平太 役
- あいあい傘（2018年、スターダストピクチャーズ） - 雨宮清太郎 役
- 夏の夜空と秋の夕日と冬の朝と春の風 「桜咲く頃に君と」（2019年、ギグリーボックス） - 古賀尚也 役
- 空母いぶき（2019年、キノフィルムズ / 木下グループ） - 迫水洋平 役[58]
- 3人の信長（2019年、HIGH BROW CINEMA） - 信長・乙 役
- 喝 風太郎!!（2019年、スターダストピクチャーズ） - 風太郎 役[59]
- 劇場版 おいしい給食（AMGエンタテインメント / イオンエンターテイメント） - 甘利田幸男 役
  - 劇場版 おいしい給食 Final Battle（2020年）
  - 劇場版 おいしい給食 卒業（2022年）
  - 劇場版 おいしい給食 Road to イカメシ（2024年）[60]
  - おいしい給食 炎の修学旅行（2025年公開予定）[61]
- ヤクザと家族 The Family（2021年、スターサンズ / KADOKAWA） - 細野竜太 役[62]
- 太陽は動かない（2021年、ワーナー ブラザース ジャパン） - 山下竜二 役
- リカ〜自称28歳の純愛モンスター〜（2021年6月18日、ハピネットファントム・スタジオ） - 奥山次郎 役[63]
- 都会のトム&ソーヤ（2021年7月30日公開、イオンエンターテイメント） - 神宮寺直人 役[64]
- レッド・シューズ（2022年12月9日公開、サーフ・エンターテイメント） - 谷川拓巳 役[65][66]

### 配信ドラマ
- 40女と90日間で結婚する方法（2009年5月 - 7月、BeeTV） - 早坂翔 役
- ハング（2014年9月20日 - 全4話 - BeeTV）津原英太 役[67]
- 福家堂本舗 -KYOTO LOVE STORY-（2016年10月19日 - 、全12話、Amazonプライム・ビデオ） - 宮迫健司 役
- 最期の、ありがとう。（2025年秋配信予定、TikTok・YouTube） - 藤田先輩 役[68]

### OV
- 呪怨2（2000年） - 直輝 役

### 舞台
- カーディガン（2010年、作・演出：田村孝裕 (ONEOR8)）
- 最後のサムライ（2015年、脚本：岡本貴也、演出：イヴァン・キャブネット）河井継之助 役
- ミュージカル 生きる（2018年10月8日 - 28日、脚本・歌詞：高橋知伽江、演出：宮本亜門、TBS赤坂ACTシアター） - 渡辺光男 役
- 脳内ポイズンベリー（2020年、脚本：新井友香・今奈良孝行、演出：佐藤祐市、舞台監督：山本圭太） - 吉田 役
- 中村仲蔵 〜歌舞伎王国 下剋上異聞〜（2024年2月6日 - 3月31日/ 2025年9月13日 - 21日〈予定〉、脚本：源孝志、演出：蓬莱竜太） - 初代市川八百蔵 / 酒井新左衛門 役[69][70][71]

### ドキュメンタリー
- 情熱大陸（2009年5月31日、毎日放送制作・TBS系列）
- アジア熱風街道 メコンを結ぶ1000キロの旅（2013年9月、RKB毎日放送制作・TBS系列） - ナビゲーター
- 世界遺産“三大迷宮”ミステリーII（2013年9月20日、テレビ東京）
- 財宝伝説は本当だった バミューダ海域に沈むスペイン財宝船＆幻の黄金王の墓に眠る秘宝 今夜歴史的発見SP!（2014年1月3日、TBS系列）
- 裸にしたい男「市原隼人」（2014年2月19日（前編）、2月26日（後編）、NHK BSプレミアム）
- 4K開局直前SP 〜世界・黄金ミステリー〜市原隼人 幻のスペイン財宝船を追え!
  - 第1夜「世紀の大発見!失われた黄金のアーク&ロイヤル金貨」（2018年11月17日、BS-TBS）
  - 第2夜「大航海時代が生んだ!黄金トライアングルの謎」（2018年12月1日、BS-TBS 4K）
- スポーツ×ヒューマン（2021年10月21日、NHK BS1） - ナレーション

### ラジオ
- FMシアター　ラジオドラマ「迷走」（2015年1月24日、NHK-FM） - 蓮川潤也 役[72]

### CM
- 日清食品「スパ王」（2000年）
- サントリーフーズ「南アルプスの天然水」（2002年）
- ボルテージ「歌詞で胸キュン!」（2005年） ※関東・一部地域を除く
- 大塚ベバレジ「MATCH」（2006年）[73]
- 花王「メンズビオレ」（2007年）
- 日本民間放送連盟「キミをふりむかせたい」（2008年12月 - 2009年1月）
- Right-on（2008年 / 2009年） ※ドラマ版『ROOKIES』 / 映画版『ROOKIES -卒業-』とのコラボCM
- ロッテアイス「Coolish」（2009年） ※[注 1]
- 伊藤園「W BLACK」 / 「MINERAL SPARKIES」（2009年） ※[注 1]
- ロッテ「ガーナチョコレート」母の日ガーナ篇（2009年5月3日 - 10日、期間限定） ※[注 1]
- BeeTV（2009年）
- アサヒ飲料「WONDA」（2010年）
- ディー・エヌ・エー 「モバゲータウン・怪盗ロワイヤル」（2010年）
- エースコック「スーパーカップ1.5倍」（2010年/2011年）
- 日清食品「カップカレーライス」（2013年）
- OURPALM「THE KING OF FIGHTERS '98 ULTIMATE MATCH Online」（2017年）
- 中小企業のチカラ 中小企業からニッポンを元気にプロジェクト（2022年）[74]
- 大和ハウス工業「ダイワマンSEASON2」（2022年）[75]
- 東洋水産 マルちゃんZUBAAAN！（2024年）
- 日本コカ・コーラ 檸檬堂 定番レモン（2025年3月 - ） - 二代目檸檬堂店主[76]

### MV
- millennium parade「FAMILIA」（2021年）[77]

## 書籍

### 写真集
- ぴーす（2006年12月11日、SDP）[78]
- HigH LifE（2009年5月14日、SDP）[79]
- HAYATO×JUNON LIFE（2009年10月23日、主婦と生活社）[80]
- G 市原隼人（2015年6月20日）[81]